# Грб Власенице
Грб Власенице је званични грб српске општине Власеницa. Грб је усвојен 17. новембра 2006. године.
Симбол општине има облик средњовјековног штита са припадајућим садржајем који подсјећа на старе амблеме општина из комунистичког времена.

## Опис грба
Грб Власенице приказује планину Бирач изнад двије заставе Српске, кружну тестеру са плавим диском из којег израста манастир Светог Апостола Петра и Павла, између плаво обрубљеног листа и оморике (лат. Picea omorika). Испод тога, на бијелој пруги исписано је име општине „Власеница“. Док у дну у црвеном израста бијели тролисни крст.
Грб Власенице је готово идентичан грбу Сокоца, пошто је аутор оба исти ликовни умјетник.